# Kaj Andresen
Kaj Andresen (* 7. April 1907 in Vedslet Sogn; † 27. Juni 1998) war ein dänischer Politiker der Socialdemokraterne, der unter anderem zwischen 1947 und 1971 Mitglied der Folketing, des dänischen Parlaments, sowie von 1964 bis 1968 Wohnungsminister war.

## Leben
Kaj Andresen, Sohn des Lehrers und späteren Schulleiters Jens Kristian Andresen (1880–1935) und von Thomine Marie Færgemann (1879–1956), begann nach „Realeksamen“ 1923 ein Lehramtsstudium am Jelling Statsseminarium, welches er 1928 mit der Lehrerprüfung abschloss. Er nahm daraufhin eine Tätigkeit als Schullehrer an städtischen Schulen in Horsens auf. Nach Abschluss eines Jahreskurses am Dänischen Lehrerhochschule (Danmarks Lærerhøjskole) war er von 1936 bis 1947 Lehrer an der Handelsschule in Horsens und absolvierte in dieser Zeit  1938 einen Lehrgang an der Kopenhagener Handelsschule (Handelshøjskolen i København) sowie 1939 einen Berufslehrgang in Schweden. Er war von 1940 bis 1947 Prüfer beim Wirtschaftsexamen sowie zwischen 1942 und 1947 Rektor der Mittelschule für ungelernte Arbeiter in Horsens. Er war des Weiteren zwischen 1939 und 1945 Vorsitzender der Lehrervereinigung von Horsens. Zu dieser Zeit begann er auch sein politisches Engagement für die Socialdemokraterne und war seit 1939 Vorstandsmitglied der Sozialdemokraten in Horsens sowie zwischen 1943 und 1950 Mitglied des dortigen Stadtrates. Während der deutschen Besatzung engagierte er sich bis zum 5. Mai 1945 in der Widerstandsbewegung als Mitglied der Untergrundarmee (Militærgruppe) für die Region II (Midtjylland) im Distrikt Horsens, die im dortigen Postamt stationiert war. Nach Ende des Zweiten Weltkriegs war er von 1945 bis 1950 Vorsitzender des Wohnungszuteilungsausschusses. 1947 besuchte er einen britisch-nordischen Lehrgang in England.
Am 28. Oktober 1947 wurde Andresen für die Sozialdemokraten erstmals Mitglied der Folketing, des dänischen Parlaments, und vertrat dort bis zum 21. September 1971 den Wahlkreis „Skanderborg Amtskreds“. Während dieser Zeit war er 1950 Mitglied der Schwangerschaftskommission (Svangerskabskommissionen), eine 1930 eingerichtete Kommission, deren Bericht 1937 zum ersten Abtreibungsgesetz führte, das eine legale Abtreibung aus medizinischen, ethischen und eugenischen Gründen erlaubte. 1951 besuchte er mit einem Stipendium seiner Partei 1935 die Nordische Volkshochschule in Genf und war seit 1953 als Schulleiter in Horsens tätig und engagierte sich dort zwischen 1953 und 1964 als Vorsitzender des Bibliotheksverbandes und des Vorstands der Zentralbibliothek sowie zeitweilig als Vertreter des Finanzministeriums bei der Jernbane Horsens-Bryrup-Silkeborg (HBS), die bis zur Stilllegung am 30. März 1968 die Bahnstrecke Horsens–Bryrup–Silkeborg betrieb. Er fungierte zudem von 1953 bis 1964 als Vorsitzender des Folketingausschusses zur Überwachung der Strafvollzugsverwaltung sowie zwischen 1955 und 1964 als Vorsitzender des Werbeausschusses der Gesundheitsbehörde (Sundhedsstyrelsen). Des Weiteren war er 1956 Mitglied der Invalidenversicherungskommission, zwischen 1959 und 1964 Vorsitzender des Aufsichtsrates des staatlichen Jugendheims (Statsungdomshjemmet Bråskovgård) in Bråskov sowie von 1961 bis 1964 auch Vorsitzender des Aufsichtsrates der Kellerschen Anstalten in Brejning, eine Einrichtung des Staatlichen Dienstes für psychische Gesundheit (Statens Åndssvageforsorg).
Kaj Andresen war während seiner Parlamentszugehörigkeit zwischen 1960 und 1961 erst Mitglied sowie von 1961 bis 1964 stellvertretender Vorsitzender des Finanzausschusses, zwischen 1962 und 1964 Mitglied des Nordischen Rates sowie zeitgleich Mitglied des Folketingausschusses für auswärtige Angelegenheiten. Am 26. September 1964 übernahm er in der Regierung Krag II das Amt als Wohnungsminister (Boligminister) und bekleidete dieses Amt bis zum 2. Februar 1968. Während seiner Amtszeit als Minister wurde der Große Wohnungsbauvertrag von 1966 zum Bau großer Wohnsiedlungen umgesetzt, der zwar recht deutliche Mieterhöhungen mit sich brachte, aber auch ein Wohnsicherungsprogramm (Boligsikringsordning) einführte, das einen Teil der Erhöhungen für Personen mit geringerem Einkommen abmilderte. Darüber hinaus wurde durch die Regelung auch die Möglichkeit zur Errichtung von Eigentumswohnungen geschaffen. Neben seiner Ministertätigkeit fungierte er vom 2. Oktober 1967 bis zm 2. Februar 1968 als Vorsitzender des Planungsausschusses der Regierung (Regeringens planlægningsudvalg). Nach seinem Ausscheiden aus der Regierung war er zuletzt zwischen dem 6. Februar 1968 und dem 18. Oktober 1971 Mitglied des Präsidiums der Folketing unter Parlamentspräsident Julius Bomholt. Nach seinem Ausscheiden aus der Regierung war er von 1969 bis 1977 Direktor der Sanierungsgesellschaften A/S Almennyttigt Saneringsselskab und der A/S Det københavnske Saneringsselskab.
Kaj Andresen war seit dem 16. November 1929 mit der Telefonistin Bodil Marie Sørensen (1905–1993), Tochter des Heizers Thomas Sørensen (1872–1921) und von Christiane Johanne Sørensen (1871–1934), verheiratet.